# Austrolimnophila (Austrolimnophila) merklei
Austrolimnophila (Austrolimnophila) merklei is een tweevleugelige uit de familie steltmuggen (Limoniidae). De soort komt voor in het Neotropisch gebied.